# Lourdes Maldonado (periodista mexicana)
Maria Guadalupe Lourdes Maldonado López (Gómez Palacio, Durango, México, 11 de febrero de 1969-Tijuana, Baja California, 23 de enero de 2022) fue una periodista mexicana. Cubrió principalmente temas sobre política y corrupción en el estado de Baja California, trabajando en varios medios. Fue asesinada frente a su casa en Tijuana, el 23 de enero de 2022.

## Biografía
Cubrió principalmente temas sobre política y corrupción en el estado de Baja California, y trabajó en Televisa, Primer Sistema de Noticias (PSN) y el semanario Séptimo Día, entre otros medios. En sus últimos meses de vida fue presentadora en el programa Brebaje en la emisora radial Sintoniza sin Fronteras, y en video streaming en línea.
Había mantenido un litigio por despido injustificado y adeudos de nómina pendientes durante casi una década contra el canal de televisión PSN, donde había trabajado seis años y que era propiedad del exgobernador estatal Jaime Bonilla, del partido de gobierno Morena. En marzo de 2019 llegó a pedirle ayuda al presidente Andrés Manuel López Obrador en una de sus mañaneras, diciendo «Vengo aquí a pedirle apoyo, ayuda y justicia laboral, porque hasta temo por mi vida». López Obrador respondió pidiéndole públicamente al Coordinador de Comunicación Social que atendiera y apoyara a la periodista. No obstante, Maldonado denunció continuar recibiendo amenazas, y en 2021 accedió al Mecanismo de Protección a Periodistas de Baja California.
El 19 de enero de 2022 anunció que había ganado el juicio laboral y a PSN se le notificó de un embargo mercantil a favor de la periodista, quien acudió a las oficinas de la organización junto a su abogado ante la negativa de su ex-empleador a liquidar las deudas que tenía con ella. El 23 de enero de 2022 fue asesinada al recibir un disparo en la cabeza en el interior de su vehículo Hyundai Atos rojo frente a su casa en Tijuana. El mismo día el exgobernador Bonilla rechazó tener relación con el asesinato. Días antes, el 17 de enero, el fotoperiodista Margarito Martínez también había sido asesinado en Tijuana. Hasta el momento actual, se desconoce quién o quienes ejecutaron a la periodista y el motivo principal de su muerte.